# 陳其寬
陳其寬（1921年9月21日—2007年），生於北京，建築設計師、藝術家、畫家。

## 生平
- 1921年，陳其寬於北京出生。1933年，初中就讀於南京中學、鎮江中學。1937年，高中就讀於鍾南中學、國立二中。1944年，畢業於國立中央大學建築系（今東南大學建築學院）。
- 1946年，到南京基泰建築事務所擔任設計師。兩年後（1948年），前往美國伊利諾州立大學深造，隔年獲建築碩士學位。1950年，於美國加州大學洛杉磯分校藝術系進修。
- 1951年，進入沃爾特·格羅佩斯創建的協同建築事務所(TAC)擔任設計師。
- 1952年，任教於麻省理工學院建築系。
- 1954年，與建築師貝聿銘、張肇康合作設計台灣的東海大學校園[1]。
- 1960年，任東海大學建築系主任。
- 1967年4月30日，榮獲第一屆建築金鼎獎（同屆獲獎有林慶豐、王大閎、修澤蘭、陳仁和、沈祖海、楊卓成[2][3]。）
- 1969年，參與規劃國立中央大學於中壢復校的校區整體設計。
- 1980年，任東海大學工學院院長。
- 2007年，病逝於美國舊金山，享年八十六歲。

## 建築作品

### 1950年代
- 1954年，台中東海大學校園規劃案（陳其寬設計，與貝聿銘、張肇康合作執行。）
- 1959年，台中東海大學奧柏林中心（銘賢堂、郵局、國際教育合作處）
- 1959年，台中東海大學校長公館（康敦樓）

### 1960年代
- 1960年，台中東海大學招待所

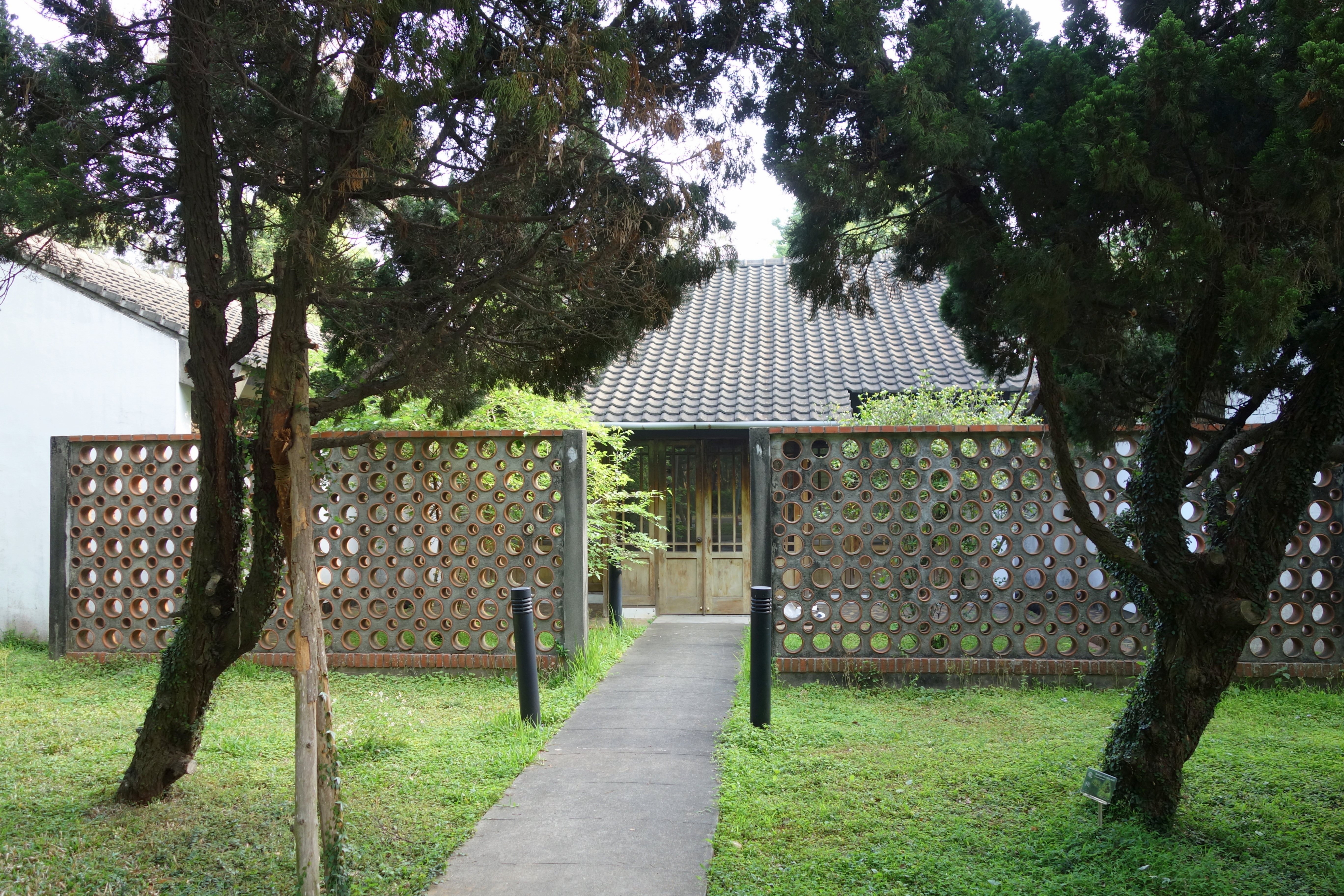
東海大學招待所

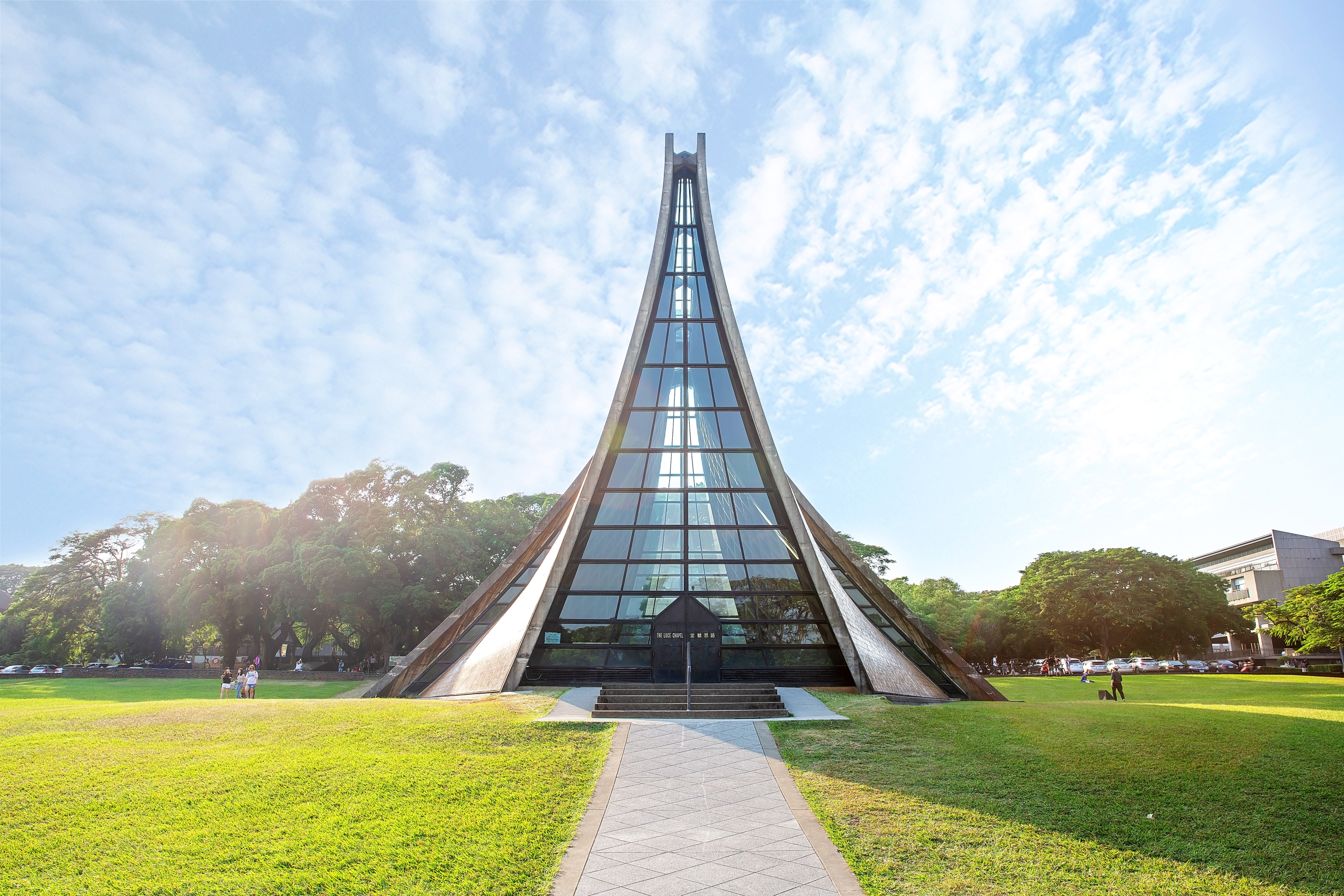
路思義教堂

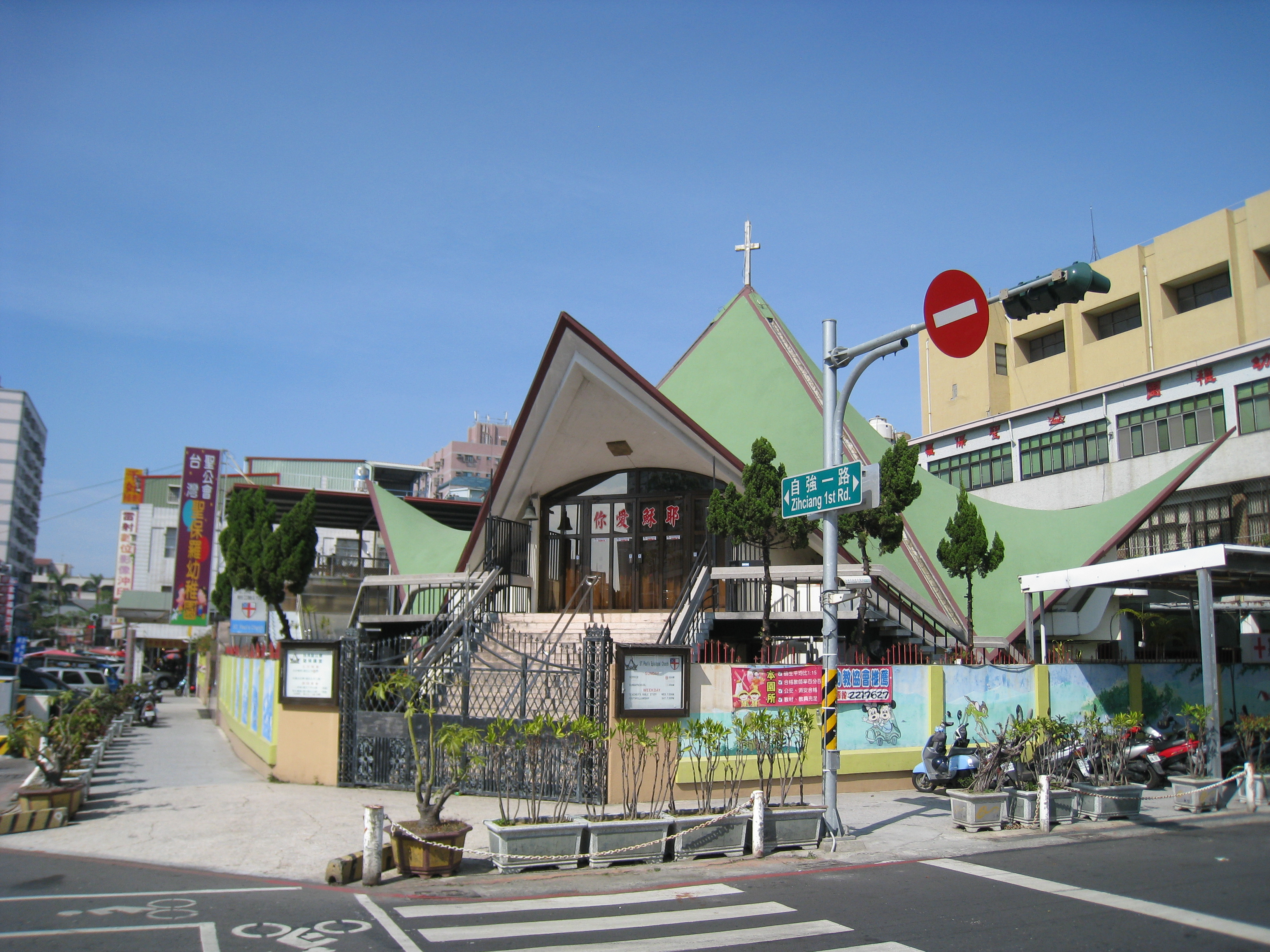
高雄聖公會聖保羅堂

- 1961年，台中東海大學舊建築系館（今工業工程系館。）
- 1962年，高雄衛理公會福音新村（帶著東海建築研究室的漢寶德、華昌宜共同設計，已拆除。）
- 1962年，台中衛理公會合作新村教堂(現台中衛道堂)
- 1962年，台南衛理公會幼稚園
- 1963年，台中東海大學女性單身教職員宿舍衛理會館（簡稱女白宮。）
- 1963年，台中東海大學藝術中心（今音樂系館。）
- 1963年，台中東海大學路思義教堂（與貝聿銘共同設計，吳艮宗起造。）
- 1963年，台中東海大學第二代校門(已改建)
- 1965年，高雄聖公會聖保羅堂（與沈祖海共同設計。）
- 1965年，國立政治大學山下校區活動中心(風雩樓)
- 1965年，國立政治大學山下校區商學館(大仁樓)
- 1965年，國立政治大學山下校區法學館(大勇樓)
- 1965年，菲律賓西里蒙大學教堂（Chapel of the Evangel）、圖書館、教室
- 1966年，六堵良友公司試驗室、辦公室、廠房
- 1967年，高雄加工出口區管理處辦公大樓[4]（現為加工出口區高雄分處，外表略有改變，與虞曰鎮共同設計。）
- 1968年，林口高爾夫球場
- 1968年，台中市東海大學工學院
- 1968年，嘉義土地銀行（與林建業共同設計。）
- 1969年，國立中央大學中壢復校校區整體設計。
- 1969年，林口新城規劃（與漢寶德、李祖原、王體復、華昌宜共同設計。）
- 1969年，國立臺灣大學行政大樓增建

### 1970年代
- 1970年，台北萬華華江整建住宅（與高而潘、沈祖海、虞曰鎮、黃寶瑜、郭炳才共同設計。）
- 1970年，國立政治大學山下校區文學館(大智樓)
- 1970年，舊金山中國文化貿易中心(Chinese Culture Center of San Francisco)陸橋
- 1971年，台中市東海大學圖書館增建(現行政中心)
- 1971年，台北松山國際機場（與王大閎、沈祖海共同設計。）
- 1971年，新店中央公務人員第一新村
- 1971年，中壢裕豐公司紡織廠（已拆）
- 1972年，楊梅利東紡織廠
- 1972年，台北勞工保險局國民年金組
- 1972年，北投大昇藝品館(原址為國都豐田汽車陽明營業所，2009年拆除重建)
- 1973年，國立政治大學山下校區樂活中心
- 1974年，台北萬華第一果菜批發市場
- 1975年，楊梅怡聯貨櫃中心（現中航物流）
- 1975年，泰國曼谷亞洲理工學院區域實驗研究中心
- 1975年，國立政治大學憩賢樓學生餐廳（今已拆除）[5][6]
- 1976年，新竹國立交通大學規劃案（與宗邁建築師事務所合作）
- 1976年，桃園勝宏實業股份有限公司大園工廠
- 1978年，中央警官學校
- 1979年，台北彰化銀行總部大樓（與沈祖海共同設計。）
- 1979年，台北臺灣產物保險懷德大樓
- 1979年，台北中央銀行第一大樓（與楊卓成共同設計。）

### 1980年代

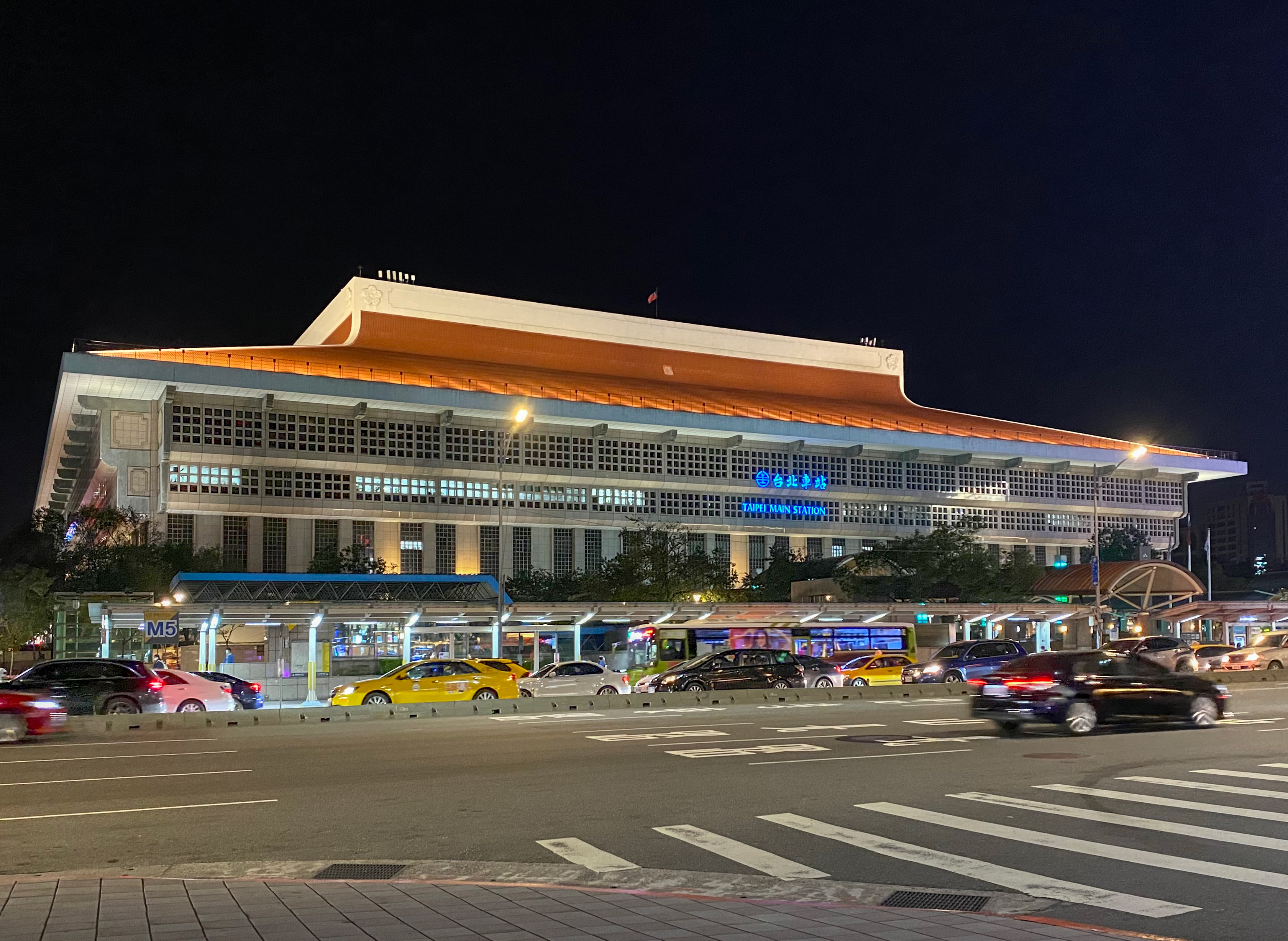
臺北車站

- 1980年，新竹科學工業園區保稅倉庫（現為科學城物流股份有限公司）（與沈祖海共同設計。）
- 1980年，新竹科學工業園區標準廠房一期（原有16棟，現今保留1棟，現為新竹科學園區探索館）（與沈祖海共同設計。）
- 1981年，台北國立陽明醫學院女一舍（藍楹軒）、女二舍（桂香軒）
- 1981年，國立嘉義大學嘉禾館體育館（原嘉義農專體育館）
- 1982年，台北仰德大樓（與楊卓成共同設計）
- 1982年，台北內政部資訊中心（與沈祖海、宗邁建築師事務所共同設計。）
- 1982年，國立嘉義大學動物科學館（原嘉義農專畜牧獸醫館）
- 1983年，新竹科學工業園區管理局
- 1983年，新竹科學工業園區活動中心
- 1984年，台北基督教浸信會懷恩堂
- 1984年，台北中央銀行第二大樓（與楊卓成共同設計。）
- 1985年，台北中華開發大廈（與沈祖海共同設計。）
- 1985年，林口國立僑生大學先修班（現國立臺灣師範大學林口校區）
- 1985年，台中國立中興大學體育館
- 1985年，高雄漁業大樓
- 1986年，國立屏東科技大學第一、第二學生餐廳
- 1986年，國立屏東科技大學游泳池觀眾臺
- 1987年，國立屏東科技大學司令台、運動場、球場
- 1987年，國立高雄師範學院體育館及游泳池
- 1987年，新竹縣政府稅捐稽徵局
- 1987年，新竹縣政府辦公大樓
- 1987年，台中東海大學中正文化活動中心規劃案（僅東海中正紀念堂落成）
- 1987年，台北正義國宅
- 1987年，高雄華運大樓
- 1989年，台北車站（與沈祖海、郭茂林共同設計。）
- 1989年，國立中山大學圖書館（與石企孟聯合建築師事務所共同設計。[7]）

### 1990年代
- 1991年，台北中央聯合辦公大樓
- 1992年，嘉義市志航里建國二村辦公廳(已拆除)
- 1994年，台北臺開信託大樓
- 1994年，約旦安曼老王回教堂
- 1994年，嘉義市立港坪運動公園、體育館
- 1994年，嘉義市東區衛生所
- 1995年，新莊新光人壽保險大樓
- 1995年，北投華僑會館（現龍邦僑園會館）
- 1996年，淡水集合住宅（與紐約P. C. F貝.柯.富.共同設計。）[8]
- 1996年，嘉義玉山國民中學
- 1998年，嘉義西市場大樓

### 未分類
- 新竹國立交通大學體育館、學生宿舍7、8、9、10宿舍群、竹軒女舍、研二舍
- 國立屏東科技大學玉崗紀念圖書館、綜合大樓、男女生宿舍群

## 紀念
- 小行星236851[9]

## 讚譽
美術史學家吳訥孫讚譽陳其寬為「三百年來第一人」。與張大千合稱「三百一大千，五百一個陳其寬。」

## 外部連結
- 陳其寬文教基金會 （页面存档备份，存于）（繁體中文）
- 畫家陈其宽 （页面存档备份，存于）（繁體中文）